# Wastelands
«Wastelands» — (в пер. з англ. «Пустоти») пісня, записана американською рок-групою
Linkin Park для шостого студійного альбому Linkin Park The Hunting Party і випущена як сингл 1 червня 2014. Пісня була написа групою і спродюсована шляхом спільної праці вокаліста Майка Шиноди, Бреда Делсона та співпродюсера Роба Кавалло. 1 червня "Wastelands" була відправлена у ротацію на радіостанцію Sirius XM Radio, а на наступний день була випущена як сингл. Хоча раніше транслювали 44 секунди пісні у ефірі, і хвилинний шматок був використаний для просування UFC . Надалі пісню було використано як
музична тема для "UFC"..

## Список композицій
| Версія для завантаження | Версія для завантаження | Версія для завантаження | Версія для завантаження        | Версія для завантаження |
| #                       | Назва                   | Автор                   | Продюсер(и)                    | Тривалість              |
| ----------------------- | ----------------------- | ----------------------- | ------------------------------ | ----------------------- |
| 1.                      | «Wastelands»            | Linkin Park             | Делсон, Шинода , Кавалло (со). | 3:15                    |

| Рекламний сингл | Рекламний сингл | Рекламний сингл | Рекламний сингл                | Рекламний сингл |
| #               | Назва           | Автор           | Продюсер(и)                    | Тривалість      |
| --------------- | --------------- | --------------- | ------------------------------ | --------------- |
| 1.              | «Wastelands»    | Linkin Park     | Делсон, Шинода , Кавалло (со). | 3:10            |

## Музиканти
- Честер Беннінґтон — вокал

- Майк Шинода — вокал, ритм-гітара, клавішні

- Бред Делсон — соло-гітара

- Девід Майкл Фаррел — бас-гітара

- Джо Хан — семплінг
- Роберт Бурдон — ударні

## Позиції в чартах

### Щотижневі графіки
SNEPSingle Top 40
| Чарти (2014)                 | Позиція |
| ---------------------------- | ------- |
| ARIA                         | 71      |
| 76                           |         |
| 17                           |         |
| (AFP)                        | 29      |
| The Official Charts Company) | 7       |

## Історія релізу
| Регіон | Час            | Формат                  | Лейбл                |
| ------ | -------------- | ----------------------- | -------------------- |
| Світ   | 2 червня, 2014 | Версія для завантаження | Warner Bros. Records |

| Регіон          | Час            | Радіо формат                         | Лейбл                              |
| --------------- | -------------- | ------------------------------------ | ---------------------------------- |
| Канада          | 1 червня, 2014 | Modern rock / Alternative rock radio | Warner Bros. Records, Machine Shop |
| Сполучені Штати | 1 червня, 2014 | Modern rock / Alternative rock radio | Warner Bros. Records, Machine Shop |